# Rubén Sevak

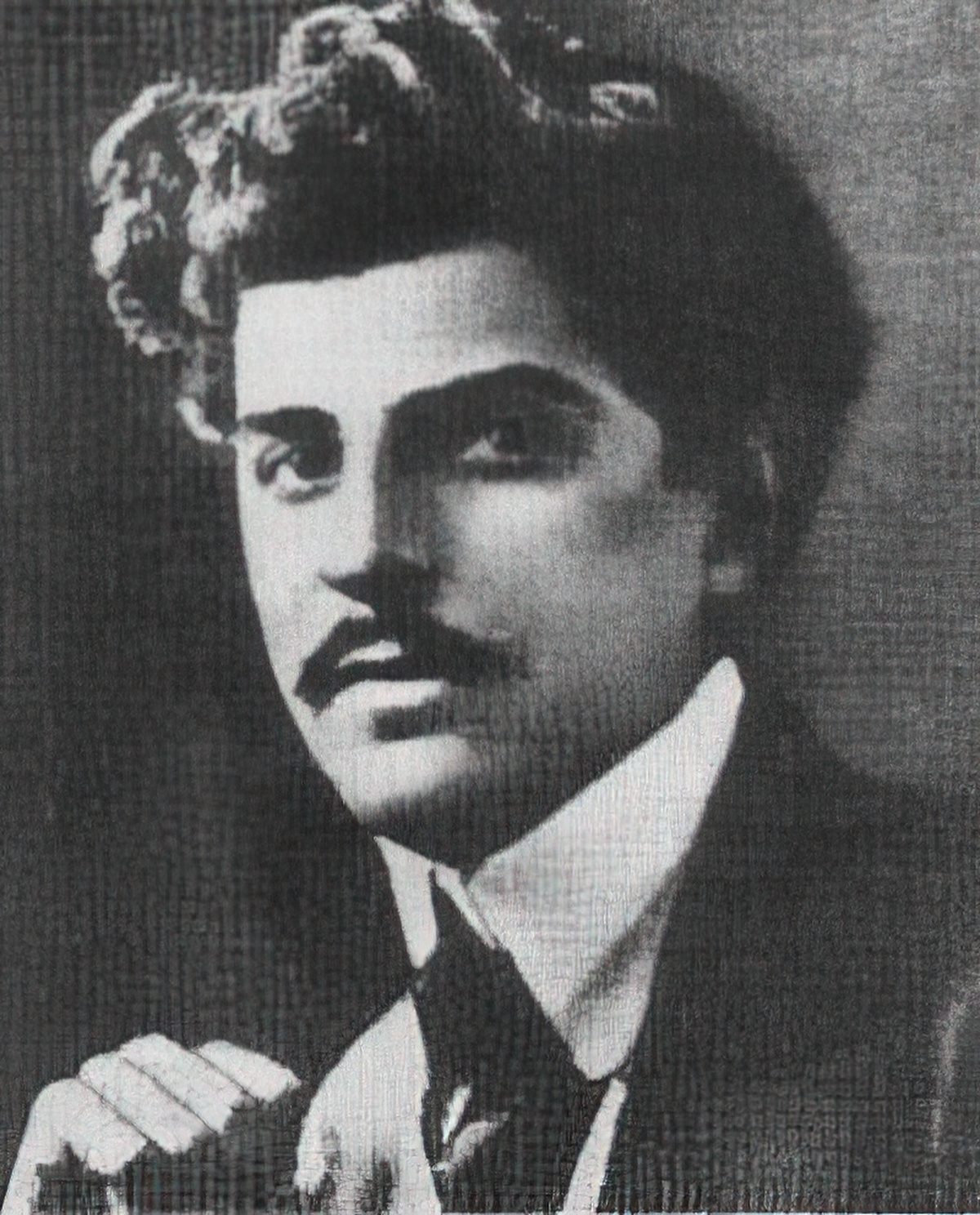
Rubén Sevak

Rubén Chilingirian (Sevak) (en armenio:Ռուբէն Յովհաննէսի Չիլինկիրեան (Սեւակ), Silivri, 15 de febrero de 1885 – Çankırı, 26 de agosto de 1915)  fue un poeta, escritor y médico turcoarmeno víctima del genocidio armenio.

## Biografía

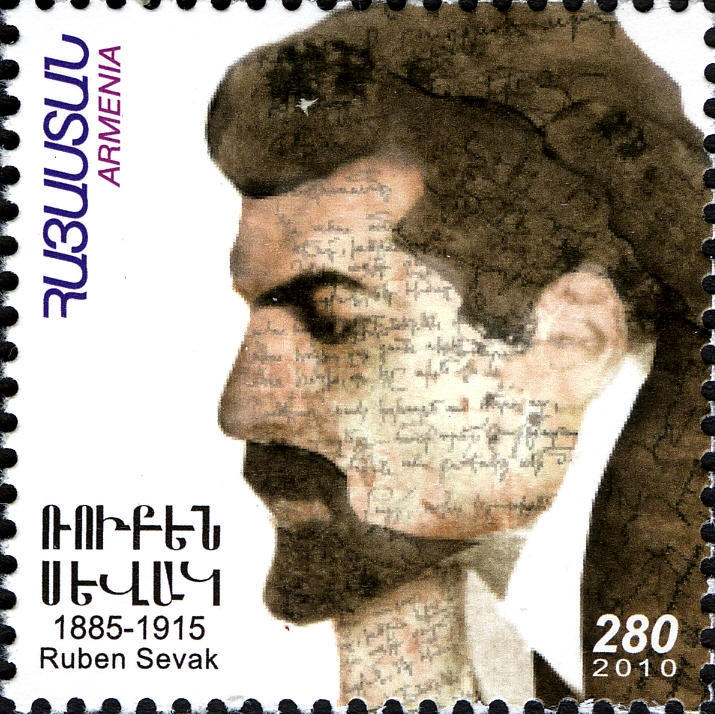
Rupen Sevag, sello armenio de 2011

Estudió en la Escuela Askanazian en su lugar de nacimiento Silivri (cerca de Constantinopla y en la escuela media estadounidense en Bardizag cerca de Izmit. En 1901 se mudó a Estambul, donde asistió al prestigioso Colegio Berberian. Después de graduarse, estudió medicina en la Universidad de Lausana en Suiza. En 1910 se casó con la alemana Helene Apell de Erfurt, con quien tuvo dos hijos. Durante las guerras balcánicas fue capitán del ejército otomano. Hasta 1914 ejerció como médico en Lausana, luego se mudó con su familia a Estambul.
El 22 de junio de 1915, fue arrestado como su colega  el poeta Siamanto y cientos de otros intelectuales armenios como parte de una acción contra la élite armenia. Sevak recibió permiso para residir "libremente en Çankırı" por un telegrama del Ministerio del Interior el 25 de agosto en relación con los exiliados que no figuraban en un telegrama del 3 de agosto.  Sin embargo, los prisioneros fueron llevados a los campos de concentración de Çankırı y Ayaş y desde allí en pequeños grupos a lugares remotos para ejecutarlos.